# Ігренські археологічні поселення
Ігренські археологічні поселення — археологічні поселення (від неоліту до середньовіччя), розташовані на Ігренському півострові при впадінні Самари в Дніпро (біля селища Стара Ігрень, на території сучасного Дніпра).

## Розкопки та дослідження
Розкопки на Ігренськом півострові ведуться з початку XX ст. — це одне з унікальних місць на території Україні. Експедиція академіка Д. І. Яворницького (1927—1932 рр., під час будівництва ДніпроГЕСа) знайшла в гирлі Самари (в тому числі на Ігренськом півострові) :
- Численні «стоянки людини» та могильники, починаючи з епохи мезоліта[1], неоліта й раннього металу.
- Поселення періодів Київської Русі, запорізьких козаків й кочових тюрко-мовних племен.

## Середньокам'яна стоянка
На Ігрень-VII виявлена стоянка кукрецької культури пізньої середньокам'яної доби.
Тут розкопками в 1964—1968 роках розкриті залишки семи жител, розташованих уздовж лівого берега Самари у місця впливу цієї річки у Дніпро.
Житла мали округлу форму, діаметром до 7-8 м, заглиблені на 0,7-1 м у материковий пісок. перекриті очеретяним конічним дахом, що спирається на дерев'яний каркас. Деякі житла загинули у вогні; шість з семи жител з одного боку були розмиті річкою; лише одне, 5-те житло збереглося повністю. У оселях та навколо них зібрано чисельний матеріал, переважно кремінні знаряддя, а також вироби з кістки. У 5-ій оселі зібрано близько 1000 оброблених кременів, у тому числі нуклеуси, пластини з ретушшю та виїмками, вкладиші кукрецької типу, різні типи скребків (21,3 %), а також різці на пластинах й сколах (9 %). З кістки на поселенні виготовлялися шила-проколи, вістря стріл з пазами для вкладишів, лощила та інше.
Фауністичні залишки Ігренських середньокам'яних землянок не оброблені. За даними розкопок Аркадія Добровольського 1949 року, у середньокам'яному шарі були виявлені тільки кістки диких тварин (тур, бобер, заєць та риби).

## Новокам'яні поселення
Згодом, український археолог Добровольський А. В. класифікував стоянки новокам'яної доби на Ігренському острові — їх виявилося 15 (ці «Ігренські неолітичні поселення 4 тис. до н. е.» вважають одними з найбільш значущих в Східній Європі).
Ігрень-5 та Ігрень-4 є відомими поселеннями сурсько-дніпровської культури.
Найцікавішою є «неолітична стоянка Ігрень 8» (яка виявлена в 1948 А. В. Добровольським, а вивчалася Д. Я. Телєгіним), її древні шари відносяться до IV тисячоліття до Р. Х. На стоянці «Ігрень 8» :
- Було вивчено 10 зимових напівземлянок.
- Виявлено, що головними заняттями населення були полювання й рибальство : — «Тільки в кінці IV тисячоліття можна відзначити перші ознаки приручення тварин; про це говорять знахідки кісток домашнього бика та кози». У «шарі початку IV тис. до Р. Х.» знайдені уламки першого глиняного посуду; «посуд ще дуже примітивний: до глини підмішана рубана трава для додання стінкам більшого зв'язку; ліплення грубе; випал явно недостатній, який залишив стінки посуду пористими; орнамент також дуже бідний. Цей посуд, мабуть, зроблено недалеко від часу початку гончарства, як і архаїчний посуд із „кьєккенмедингів“ = „кухонних куп“»[8].

Серед «неолітичних артефактів» знайдених останнім часом — найбільше обговорення (публікації 2006 р.) виникло з приводу «кістяної платівки з безліччю рисок», яка розшифрована Дніпропетровськими істориками В. В. Бінкевичем та В. Ф. Камеко, як «річний календар, датованим початком IV тис. до Р. Х.».

## Ігренське місторусівта кочівиків (ХІ-ХІІІ ст.)
У 1989—1990 рр. експедиція Інституту археології Національної академії наук України, під керівництвом Д. Я. Телегіна виявила «Ігренське місто русів та кочівників (ХІ-ХІІІ ст.)» — Д. Я. Телегін особливо підкреслив «незвичну рису цього міста»:
- Місто не мало оборонних споруд (валів, ровів), тобто не побоювалося нападів зі степів.
- У місті мирно співіснували одвічні вороги: руси та степові кочівники — половці.

За однією з версій, це місто мало назву Пересічень і було головним містом слов'янського племені уличів.

## Писемні джерела про поселення в гирлі Самари
Першою віродостойною згадкою про «містечко в гирлі Самари» є згадка в московському літописі під 1576 роком — ця згадка була знайдена краєзнавцями В. В. Бінкевичем та В. Ф. Камеко, див. книгу «Містечко старовинне запорізьке Самарь з перевозом». Ця ж книга пояснює причини привабливості «гирла Самари» для поселень :
 — безпосередньо нижче гирла Самари починалися «дніпровські пороги», які тягнулися на 75 км — тому «переправа через Дніпро» була найзручнішою у районі гирла Самари;
 — перед порогами закінчувалося «плавання по Дніпру від його витоків», тому товари перевантажували з суден на вози або «човни, призначені для проходження порогів». «Поселення в гирлі Самари» здійснювало це перевантаження, транспортування товарів; охорону торговельних шляхів. Тут проходив водний «шлях з варяг в греки», а в козацькі часи — через гирло Самари проходили важливі сухопутні «Соляний шлях» та «Залозний (Залізний) шлях»;
 — також від гирла Самари (по степових річках Вовча, Мокрі Яли, Калка-Кальчик, Кальміус) запорозькі козаки проводили судна в Азовське море — про цей «козацький шлях» писав «головний фортифікатор Польщі» Боплан (1650 р.).
Можливо, саме ця давня слава «поселень в гирлі Самари» — спонукала князя Г. А. Потьомкіна закласти в гирлі Самари «третю столицю Російської імперії» Катеринослав (сучасний Дніпропетровськ).